# Carlos Sejas
Carlos Leonardo Sejas Albis (Madrid, 10 de enero de 2004) es un futbolista boliviano. Juega como centrocampista en Aurora de la Primera División de Bolivia.

## Trayectoria
Cejas debutó en la Primera División de Bolivia con el Club Aurora el 7 de noviembre de 2021 ante Real Santa Cruz.

## Selección nacional
Fue citado al Campeonato Sudamericano Sub-20 de 2023.
Fue convocado para disputar el Torneo Preolímpico Sudamericano Sub-23 de 2024.

## Clubes
| Club   | País    | Año              |
| ------ | ------- | ---------------- |
| Aurora | Bolivia | 2021- Actualidad |